# Marie-Claire Baldenweg
Marie-Claire Baldenweg (* 27. März 1954 in Solothurn, Schweiz) ist eine australisch-schweizerische Kunstmalerin.

## Werk
Baldenweg sieht unser Zeitalter u. a. als ein Plastikzeitalter. Ein Hauptakteur unserer plastisch-fantastischen Welt ist für Baldenweg die Plastiktüte, die sowohl die ästhetischen wie die kommerziellen, globalisierten sowie interkulturellen Aspekte der Jetztzeit repräsentiert. Die Plastiktüte erlaubt sofortige Assoziation, aber auch Befremdungsmomente. In letzter Zeit kamen weitere Kunststoff-bezogene Themen hinzu, etwa die Kreditkarte. Ihr Stil erinnert an Pop-Art in einer photorealistischen Malweise.

## Leben
Baldenweg ist mit dem Musiker Pfuri Baldenweg verheiratet. Aus der gemeinsamen Verbindung gingen die drei Kinder Nora, Diego und Lionel Vincent hervor. Sie lebt mit ihrer Familie im australischen Byron Bay.

## Ausstellungen (Auswahl)
- Powerhouse Museum (Hyde Park Barracks), Einzelausstellung Carried Away (1988)
- Schweizer Börse, Einzelausstellung Global Market – Bagflags of the World (2003)
- Börse Sydney, Einzelausstellung Global Market – Bagflags of the World" (2005)
- Haus für Kunst Uri, Gruppenausstellung (2018)